# Organyà
Organyà är en kommun i Spanien.   Den ligger i provinsen Província de Lleida och regionen Katalonien, i den nordöstra delen av landet, 500 km öster om huvudstaden Madrid. Antalet invånare är 895. Arean är 12,5 kvadratkilometer. Organyà gränsar till Cabó, Fígols i Alinyà och Coll de Nargó. 
Terrängen i Organyà är huvudsakligen kuperad, men norrut är den bergig.